# Bundesautobahn 352
Pour les articles homonymes, voir A352.
La Bundesautobahn 352 (ou BAB 352, A352 ou Autobahn 352) est une autoroute passant par la Basse-Saxe. Elle mesure 18 kilomètres.